# Paul Misraki
Paul Misraki (* 28. Januar 1908 als Paul-Marie Misrachi in Konstantinopel, Osmanisches Reich; † 30. Oktober 1998 in Paris, Frankreich) war ein französischer Komponist, Filmkomponist, Schriftsteller und Liedtexter.

## Leben und Wirken
Der als Nachkomme sephardischer Juden in der heutigen Türkei (Istanbul) geborene Paul-Marie Misrachi war ein äußerst schaffensfreudiger und erfolgreicher Komponist beim französischen Nachkriegsfilm. Sein Vater arbeitete als Angestellter bei einer Versicherung. Nach einem Aufenthalt in Bukarest übersiedelte die Familie während des Ersten Weltkriegs (1915) nach Frankreich. In Paris studierte Paul Misraki bei Charles Koechlin Musik, ehe er 21-jährig zum Orchester von Ray Ventura stieß. Dieser Band gehörte er als Pianist, Komponist und Arrangeur Misraki bis zum Ausbruch des Zweiten Weltkriegs an. In dieser Zeit komponierte Misraki bereits eigene Stücke sowohl für Ventura als auch für eine Reihe von Tonfilmen. Seine erste Arbeit für das Kino war 1931 die Komposition zu Jean Renoirs On purge bébé; allerdings blieb seine Arbeit hier ungenannt. Mehrfach trat Misraki bereits in jenen Jahren als Texter auf. Infolge der Besetzung Frankreichs durch die deutsche Wehrmacht floh der nunmehr hochgradig gefährdete Jude Misraki zunächst in die unbesetzte Zone und schließlich nach Südamerika, wo er nur gelegentlich beim Film -- überwiegend 1943 und 1944 in Argentinien -- Arbeit fand. Seine in Argentinien (Una mujer) und Brasilien geschaffenen Liedkompositionen jenseits des Kinos weisen lateinamerikanische Einflüsse auf.
1945 kehrte Paul Misraki nach Paris zurück. In den folgenden drei Jahrzehnten stieg Misraki zu einem der gefragtesten und fleißigsten Filmkomponisten seines Landes auf. Er komponierte primär für den künstlerisch wenig ambitionierten, kommerziell aber überaus erfolgreichen Unterhaltungsfilm. Neben einigen großen Leinwanderfolgen mit Brigitte Bardot (Und immer lockt das Weib, Das Gänseblümchen wird entblättert) belieferte Misraki seit Ende der 50er Jahre auch Inszenierungen prominenter Vertreter der Nouvelle-Vague-Generation, etwa Claude Chabrols Schrei, wenn du kannst und Schritte ohne Spur und Jean-Luc Godards Lemmy Caution gegen Alpha 60. Dabei bediente sich Misraki bei seinen Kompositionen häufig Klängen, die seine orientalische Herkunft nicht verleugnen konnten.
Paul Misraki war auch jenseits des Films sehr aktiv. Er schuf einige Operetten („Fantastique“), zahllose Chansons (seit 1935) und Bühnenkompositionen. Als Schriftsteller und Herausgeber trat er mit Romanen, Essays und Briefwechseln in Erscheinung. Ein weiteres Interessensgebiet Misrakis war die Ufologie; zu diesem Themengebiet veröffentlichte er 1962 das Buch Les Extraterrestres.

## Filmografie  (Auswahl)
- 1931: L’amour à l’américaine
- 1934: Minuit, Place Pigalle
- 1937: Claudine à l’école
- 1937: Chéri Bibi
- 1938: Retour à l’aube
- 1938: Feux de joie
- 1939: Tourbillon de Paris (auch Schauspieler)
- 1939: Diebe und Liebe (Battements de cœur)
- 1943: Stella
- 1943: Eclipse de sol
- 1944: Delirio
- 1944: Siete mujeres
- 1944: Die keusche Susanne (La casta Susana)
- 1946: Heartbeat
- 1946: College Swing
- 1946: Der blinde Engel (La foire aux chimères)
- 1947: Die tolle Miß (Mademoiselle s’amuse)
- 1948: Manon
- 1948: Retour à la vie
- 1949: Venus im Auto (Tous les chemins mènent à Rome)
- 1949: Ja, in Mexiko (Nous irons à Paris)
- 1950: Curare (Identité judiciaire)
- 1950: Kein Mitleid mit Frauen? (Pas de pitié pour les femmes)
- 1950: Dr. Knock läßt bitten (Knock)
- 1950: Monsieur Tugendsam (Le rosier de Monsieur Husson)
- 1951: Atoll K
- 1951: Musik in Monte Carlo (Nous irons à Monte Carlo)
- 1951: Die schmutzigen Hände (Les mains sales)
- 1951: Hafengasse 5 (Le garçon sauvage)
- 1952: Die junge Irre (La jeune folle)
- 1952: Der Damenfriseur (Le coiffeur pour dames)
- 1952: Der Mann meines Lebens (L’homme de ma vie)
- 1952: Sie und er (Elle et moi)
- 1952: Geständnis einer Nacht (La minute de vérité)
- 1953: Die Hochmütigen (Les orgueuilleux)
- 1953: Femmes de Paris
- 1953: La route Napoléon
- 1954: Serenade für zwei Pistolen (Les femmes s’en balancent)
- 1954: König der Wüste (Fortune carrée)
- 1954: Bartholomäusnacht (La reine Margot)
- 1954: Menschen am Trapez (Obsession)
- 1954: Ali Baba (Ali Baba et les quarante voleurs)
- 1954: Zwischenlandung in Paris (Escale à Orly)
- 1955: Oase
- 1955: Herr Satan persönlich (Mr. Arkadin)
- 1955: Wie verlorene Hunde (Chiens perdus sans collier)
- 1955: Der Staudamm (La meilleure part)
- 1955: Im Sturm der Leidenschaft (Thunderstorm)
- 1956: Pesthauch des Dschungels (Le mort en ce jardin)
- 1956: Die Herrscherin des Libanon (Le châtelaine du Liban)
- 1956: Und immer lockt das Weib (Et Dieu… créa la femme)
- 1956: Der Modekönig (Le couturier de ces dames)
- 1956: Das Gänseblümchen wird entblättert (En effeuillant la marguerite)
- 1956: Vater wider Willen (Sous le ciel de Provence)
- 1957: Die Erbarmungslosen (Les fanatiques)
- 1957: Killer lassen bitten (La femme s’en mêle)
- 1957: Hinter blinden Scheiben (Méfiez-vous, fillettes)
- 1957: Die Abenteuer des kleinen Remi (Sans famille)
- 1957: Kommissar Maigret stellt eine Falle (	Maigret tend un piège)
- 1958: Der unfreiwillige Raketenflieger (A pied, à cheval et en spoutnik)
- 1958: Die Ratten von Paris (Jeux dangereux)
- 1958: Leben und lieben lassen (Drôle de dimanche)
- 1958: Schrei, wenn du kannst (Les Cousins)
- 1958: Mal diese – mal jene (Faibles femmes)
- 1958: Montparnasse 19 (Les Amants de Montparnasse)
- 1959: Die Schüler (Le chemin des écoliers)
- 1959: Schritte ohne Spur (À double tour)
- 1959: Im Banne der Ekstase (L’extase)
- 1959: Für ihn verkauf’ ich mich (La Fièvre monte à El Pao)
- 1960: Die Unbefriedigten (Les bonnes femmes)
- 1960: Eddie geht aufs Ganze (Comment qu'elle est?)
- 1960: Der Boß und sein Engel (Le caïd)
- 1961: Hinter fremden Fenstern (Le rendez-vous)
- 1961: Die drei Musketiere (Les Trois Mousquetaires)
- 1961: Das ist nichts für kleine Mädchen (Lemmy pour les dames)
- 1962: Wir fahren nach Deauville (Nous irons à Deauville)
- 1962: Der Teufel mit der weißen Weste (Le Doulos)
- 1962: Der scharlachrote Musketier (Le Chevalier de Pardaillan)
- 1963: Jack und Jenny
- 1963: Zum Nachtisch blaue Bohnen (À toi de faire… mignonne)
- 1964: Der Triumph des Musketiers (Hardi Pardaillan)
- 1964: Lemmy Caution gegen Alpha 60 (Alphaville, une étrange aventure de Lemmy Caution)
- 1964: Sie werden lästig, mein Herr (Le majordome)
- 1965: Karten auf den Tisch (Les cartes sur table)
- 1965: Les baisers
- 1966: Sieben Männer und ein Luder (Sept hommes et une garce)
- 1968: Le rouble à deux faces
- 1969: Le dernier homme
- 1972: Mord bleibt Mord (Un meurtre est un meurtre)
- 1973: Der große Blonde mit dem blauen Auge (Juliette et Juliette)
- 1973: Vier Tage in der Hölle (La main à couper)
- 1975: Les vécés étaient fermés de l’intérieur
- 1976: Der Pförtner vom Maxim (Le chasseur de chez Maxim’s)
- 1976: La bulle
- 1977: Le maestro
- 1977: Das gefährliche Spiel von Ehrgeiz und Liebe (La part du feu)
- 1978: Mord in einem hübschen Dorf (Un si joli village)
- 1979: Kommissar Moulin (Commissaire Moulin) (Fernsehserie, 1 Folge)
- 1984: Stress
- 1985: Hôtel du siècle (Fernsehserie)
- 1986: Grand hôtel (Fernsehserie)
- 1991: Benjamin (Aujourd’hui, peut-être)
- 1993: La vérité en face (Fernsehfilm)